# Emilia de Promnitz-Pless
Cristina Juana Emilia de Promnitz-Pless (en alemán, Christiane Johanna Emilie von Promnitz-Pless; Sorau, 15 de septiembre de 1708-Köthen, 20 de febrero de 1732) fue la segunda esposa y consorte del príncipe Augusto Luis de Anhalt-Köthen.

## Biografía
La condesa Cristina Juana Emilia de Promnitz-Pless nació el 15 de septiembre de 1708 en Sorau, de la unión del conde Erdmann II de Promnitz y de su primera esposa, Ana María de Sajonia-Weissenfels, la hija del duque Juan Adolfo I de Sajonia-Weissenfels y de Juana Magdalena de Sajonia-Altemburgo.
El 14 de enero de 1726 contrajo matrimonio con el príncipe Augusto Luis de Anhalt-Köthen en Sorau. Ella era su segunda esposa. Su primera esposa, Agnes Wilhelmine von Wuthenau, con quien tenía un matrimonio morganático, murió en 1725. Emilia y Augusto Luis tuvieron cinco hijos:
- Cristiana Ana Inés (Köthen, 5 de diciembre de 1726-Wernigerode, 2 de octubre de 1790), desposó el 12 de julio de 1742 al conde Enrique Ernesto de Stolberg-Wernigerode.
- Federico Augusto (Köthen, 1 de noviembre de 1727-Palacio de Warmsdorf, 26 de enero de 1729), príncipe heredero de Anhalt-Köthen.
- Juana Guillermina (Warmsdorf, 4 de noviembre de 1728-Carolath, 17 de enero de 1786), desposó el 17 de diciembre de 1749 al príncipe Federico de Carolath-Beuthen.
- Carlos Jorge Lebrecht (Köthen, 15 de agosto de 1730-Semlin, 17 de octubre de 1789), príncipe de Anhalt-Köthen.
- Federico Erdmann (Köthen, 27 de octubre de 1731-Pless, 12 de diciembre de 1797), príncipe de Anhalt-Pless.

El 19 de noviembre de 1728, su marido sucedió a su hermano, el príncipe Leopoldo de Anhalt-Köthen, como príncipe de Anhalt-Köthen.
Emilia murió el 20 de febrero de 1732 en Köthen. Posteriormente ese mismo año, su marido contrajo matrimonio con la hermana de Emilia, Ana Federica de Promnitz-Pless.